# Skjuvspänning
Skjuvspänning, betecknad {\displaystyle \tau } är ett begrepp inom hållfasthetslära och definieras som en skjuvkraftsbelastning ({\displaystyle F}) per ytenhet ({\displaystyle A}), där ytan är ett tvärsnitt av det belastade materialet. Skjuvspänningen tecknas således:
{\displaystyle \tau ={\frac {F}{A}}}
Skjuvspänning kan även uppstå mellan två eller flera ihopsvetsade, nitade, spikade och skruvade material.
Inom strömningslära är skjuvspänning relevant.